# Liberalerna
Liberalerna (L) är ett liberalt politiskt parti i Sverige. Partiledare är sedan juni 2025 Simona Mohamsson. Sedan valet 2022 är Liberalerna riksdagens minsta parti med 4,61%.
Partiet bildades 1934 under namnet Folkpartiet genom en sammanslagning av riksdagspartierna Sveriges liberala parti och Frisinnade folkpartiet. Partiledaren Bertil Ohlin förespråkade på 1940-talet idén om "fri ekonomi med socialt ansvar" och socialliberalism som partiets ideologi. Partiet ville bli ett reformvänligt alternativ till Socialdemokraterna i den politiska mitten. Från slutet av 1940-talet till 1960-talet var Folkpartiet mestadels det näst största partiet, och ledande oppositionspartiet, i Sveriges riksdag. Partiet bytte 1990 namn till Folkpartiet liberalerna och 2015 till Liberalerna.
Sedan 1990-talet har partiet intagit en tydlig borgerlig profil för marknadsinslag i ekonomin, avregleringar och privatiseringar. Mellan 2004 och 2019 ingick Liberalerna tillsammans med Moderaterna, Kristdemokraterna och Centerpartiet i den borgerliga Alliansen. Sedan oktober 2022 ingår Liberalerna i regeringen Kristersson tillsammans med Moderaterna och Kristdemokraterna.
Liberalerna beskriver sig som ett liberalt idéparti med individen i centrum, som genom politik verkar för att människans valfrihet och egenmakt ökar och skapar förutsättningar snarare än hinder. Liberalerna profilerar sig främst inom utbildnings-, jämställdhets-, integrations- och invandrings- samt Europafrågor.
Liberalerna har traditionellt sitt starkaste stöd i storstadsområdena och på högskoleorter. I riksdagsvalet 2022 var partiet starkast i Stockholms kommuns valkrets följt av Skåne läns södra valkrets. Statsvetare brukar ibland kalla Liberalerna för "partisystemets Hallsberg; en väntsal för partibytare", då partiet har svårt att behålla sina väljare, men samtidigt utgör nästan var femte väljares andrahandsval.

## Ideologi
Liberalerna definierar sig som ett liberalt parti. Liberalismen hävdar individens frihet och marknadens suveränitet och varnar för följderna av omfattande samhällsingripanden och ett högt så kallat skattetryck. Tidigare partiledaren Bertil Ohlin ansåg dock att staten i en fri ekonomi har ansvar för de svagaste och sämst ställda och att vissa begränsningar i den fria marknaden därför måste accepteras. Ohlin myntade termen "socialliberalism" (jämför John Rawls politiska teorier) som beteckning för denna politiska linje. Spänningar har funnits inom partiet mellan nyliberaler och konservativa liberaler på ena sidan och socialliberaler och frisinnade på den andra.
Liberalernas liberalism har kännetecknats av ett starkt betonande av fri- och rättigheter. Detta tog sig länge i uttryck i den folkliga och socialt engagerade frisinnet med stark förankring i frikyrka och nykterhetsrörelse och i en socialliberalism där även personer med kulturradikala drag fanns representerade. Den tidigare starka frisinnade falangen i partiet har sedan 1970-talet förlorat i inflytande, medan partiet in på 1990-talet hade socialpolitiska frågor som sjukvård och funktionsnedsättningsfrågor som huvudämnen. På 2000-talet har partiet blivit mer högerliberalt och kraftigt betonat frågor som skola och utbildning, EU och integration. Frågor som ofta orsakar livlig intern diskussion är de så kallade pappamånaderna i föräldraförsäkringen samt integritet och brottsbekämpning, i båda fallen på grund av målkonflikten mellan individens frihet och andra samhällsmål.
Lars Leijonborg påbörjade förändringen av partiet åt höger på samma sätt som han även gjorde med ungdomsförbundet när han på 1970-talet valdes till dess ledare. Denna högerorientering visade sig vinnande i 2002 års riksdagsval, då Liberalerna lyckades vinna många moderata röster och väckte liv i striden om vilket borgerligt parti som skulle vara det stora och tongivande partiet. Vändningen mot en mer renodlat liberal linje fortsatte under Leijonborgs styre och så även när Jan Björklund tog över partiledarposten. Skolpolitikens ställning förstärktes ytterligare av Björklund där förslag mot den så kallade "flumskolan" blev tongivande, och en återgång till den skola som fanns innan de stora läroplansreformerna på 1970 och 1990-talet med ett återförstatligande av skolan som långsiktigt mål. Även om sociala reformer såsom allmän a-kassa, högre ersättningsnivåer i socialförsäkringen och humanare flyktingpolitik föreslagits under senare år lagts fram för att blidka den fortfarande starka socialliberala falangen, är högersvängen tydlig. 
Efter januariavtalet 2019, då Liberalerna medverkade till att släppa igenom en socialdemokratisk regering, beslutades att partiet därefter istället skulle verka för en ny borgerlig regering. Detta innebar också en kursändring i förhållandet till Sverigedemokraterna, som partiet tidigare tagit avstånd från. I november 2021 meddelade den dåvarande partiledaren Nyamko Sabuni att Liberalerna kan samarbeta med Sverigedemokraterna.

## Historia

### Enskilda föregångare

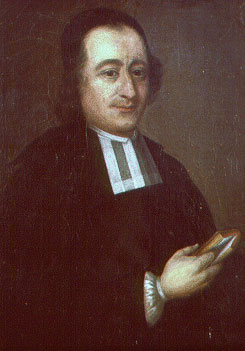
Anders Chydenius (1729–1803).

Liberalerna räknar sin historia tillbaka till enskilda föregångare på 1700-talet. Anders Chydenius, församlingspräst från Österbotten och riksdagsman 1765–1766, drev fram ekonomiska avregleringar, bland annat avskaffande av det bottniska handelstvånget, och införande av världens äldsta lag om tryckfrihet. Senare slogs han för sociala reformer för de fattiga på landsbygden i Sverige och Finland.

### Det liberala partiet (1809)
År 1809 bildades en gruppering i den svenska riksdagen som kallade sig "det liberala partiet". Det är förmodligen den första uttalat liberala partigruppen i världen, men gruppen blev kortlivad. Bland de saker som liberalerna vid denna tid genomförde ingick den nya regeringsformen 1809, där bland annat JO-ämbetet inrättades, och ett återställande av tryckfrihetsförordningen efter Gustav III:s censur. 

### Nyliberala partiet (1868–1871)
En av de ledande svenska liberalerna under 1800-talet var Adolf Hedin, som blev ledande i det kortlivade nyliberala partiet som verkade i riksdagen 1868–1871. 

### Folkpartiet (1895–1900)
Ett parti med namnet Folkpartiet bildades i andra kammaren 1895. Viktiga frågor vid denna tid var frihandel (avskaffande av spannmålstullarna) och rösträttsreformer. 

### Liberala samlingspartiet (1900–1923)
Tillsammans med två andra liberala grupper i riksdagen bildade Folkpartiet den 16 januari 1900 Liberala samlingspartiet, ett riksdagsparti som kom att bestå till partisprängningen 1923.
År 1902 bildades Frisinnade landsföreningen av bland andra Sixten von Friesen, Gustav Rosén och Karl Staaff som en liberal riksorganisation åt Liberala samlingspartiet. Frisinnade landsföreningen hade sina rötter i den så kallade rösträttsrörelsen, vars symbol var blåklinten och som därför sedan ingick i Folkpartiets logotyp. År 1906 utbröt inom verkstadsindustrin en omfattande arbetskonflikt, som i grunden handlade om rätten att vara fackligt organiserad, vid Mackmyra då arbetsgivaren vräkte och sparkade arbetare som var fackligt aktiva. Arbetsgivarna var tvungna att sluta med dessa metoder då de inte fick något politiskt stöd från liberalerna. Liberalen Nils Edén kallade det "bränsle för klasshat" och "återfall i barbariskt tyranni". Både socialdemokrater och liberaler ansåg att föreningsrätten var en viktig del i en demokrati.
Partiet var med och införde allmän rösträtt tillsammans med socialdemokraterna som man regerade tillsammans med en kort tid. Under denna tid var liberalen Nils Edén (1917–1920) statsminister. Partiet stred också för andra fri- och rättigheter som föreningsrätten. 

### Partisplittring 1923
Liberala samlingspartiet delades efter stora interna stridigheter i två partier 1923. Motsättningarna rörde i mycket sociala frågor, främst inställningen till ett förbud mot alkohol. En folkomröstning i den frågan hade anordnats 1922, och förbudsanhängarna förlorade med ett par procent. Majoriteten i frisinnade landsföreningen fortsatte att verka för införande av ett förbud och motståndarna till ett förbud tågade därför bokstavligen talat ut från partiet efter landsmötesbeslutet. I riksdagen bildade de kvarvarande liberalerna i Frisinnade landsföreningen Frisinnade folkpartiet och partisplittrarna bildade Sveriges liberala parti, med Liberala riksdagspartiet som riksdagsgrupp. Medan Frisinnade folkpartiet alltjämt spelade en betydelsefull roll i riksdag och regering tynade utbrytarpartiet bort till en handfull mandat.

### Folkpartiet (1934–1939)
Frisinnade folkpartiet och Sveriges liberala parti återförenades tillsammans med några andra mindre partier 1934 i Folkpartiet. De stod utanför regeringen under tiden fram till bildandet av samlingsregeringen i december 1939. 

### Samlingsregering (1939–1945)
Under andra världskriget intog folkpartiet en mindre tyskvänlig hållning än regeringen i övrigt, och motståndet mot inskränkningarna i de medborgerliga fri- och rättigheterna var starkast i den folkpartistiska riksdagsgruppen. År 1944 valdes Bertil Ohlin till ny partiledare. 

### Oppositionsparti (1945–1976)
Under Bertil Ohlins ledning växte Folkpartiet till att bli det största oppositionspartiet och i valen 1948, 1952 och 1956 hamnade partiet mellan 23 och 24 procent, dock utan att hamna i regeringsställning. Striden kring ATP-frågan i slutet av 1950-talet, där Folkpartiet förespråkade tjänstepension under frivilliga former, blev en negativ vändpunkt för partiet med minskat stöd i valmanskåren.
År 1967 valdes Sven Wedén till partiledare. Det förväntade maktskiftet 1968 gick om intet (tvärtom fick Socialdemokraterna egen majoritet i andra kammaren). Wedén avgick 1969 och efterträddes av Gunnar Helén. 
Under 1960-talet och början av 1970-talet sökte Folkpartiet skapa en samarbetskoalition med Centerpartiet, för att på så sätt skapa ett kraftfullt alternativ till de regerande Socialdemokraterna. Ett första steg till sammanslagning med Centerpartiet skedde 1967 då Liberala studieförbundet (LiS) slogs samman med Svenska Landsbygdens Studieförbund (SLS), som var knutet till Centerpartiet, och bildade nuvarande Studieförbundet Vuxenskolan (SV). Tillsammans med Lantbrukarnas Riksförbund (LRF) utgör de båda partierna SV:s basorganisationer. Namnet Studieförbundet Vuxenskolan valdes då en statlig utredning på 1960-talet föreslog att den kommunala vuxenutbildningen skulle skötas av studieförbunden. Efter valet 1973 var en partisammanslagning mellan Folkpartiet och Centerpartiet aktuell, efter initiativ av Centerpartiets partiledare Thorbjörn Fälldin. Folkpartiledaren Gunnar Helén var positiv, men det hela gick i stöpet sedan Centerpartiets förtroenderåd sagt nej.
Under sextio- och sjuttiotalen skedde en markant föryngring av partiets ledande företrädare, med bland andra Per Ahlmark och Ola Ullsten i spetsen. Per Ahlmark efterträdde Helén som partiledare 1975.

### Regeringsparti (1976–1982)
Efter valet 1976 medverkade Folkpartiet till bildandet av en borgerlig trepartiregering under Centerledaren Thorbjörn Fälldins ledning. Per Ahlmark, som var vice statsminister i regeringen, lämnade av personliga skäl politiken 1978 och efterträddes av Ola Ullsten. Folkpartiet kom att bli det enda parti som medverkade i samtliga borgerliga regeringar mellan 1976 och 1982, under en period (1978–1979) i en folkpartistisk enpartiregering med Ola Ullsten som statsminister.

### Opposition (1982–1991)

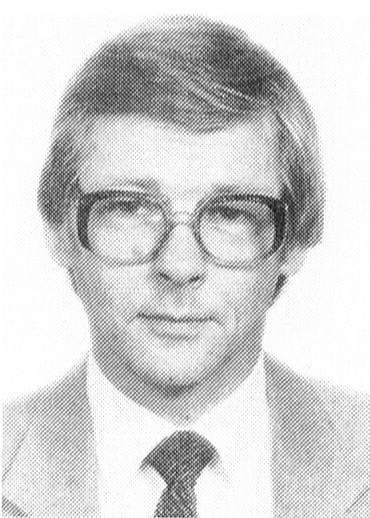
Ola Ullsten, folkpartistisk statsminister.

1983 valdes Bengt Westerberg till partiledare, sedan Ola Ullsten avgått i svallvågorna efter ett mycket dåligt valresultat i 1982 års val. Westerbergs första riksdagsval som partiledare 1985, innebar en märkvärd uppgång för partiet och uttrycket "Westerbergeffekten" myntades. Det var dock det enda riksdagsval under Westerbergs ledning där Folkpartiet gick fram.
Under slutet av 1980-talet bildade partiet en liberal biståndsstiftelse, Swedish International Liberal Centre (SILC), som främjar demokrati och mänskliga rättigheter. Denna stiftelse driver bland annat Silc förlag.
År 1990 lades ordet "liberalerna" till partinamnet, så att det officiella namnet blev Folkpartiet liberalerna.  

### Regeringsparti (1991–1994)
Åren 1991–1994 ingick folkpartiet i den borgerliga fyrpartiregeringen under ledning av Carl Bildt. Regeringen Bildt saknade majoritet i riksdagen och behövde stöd av Ny demokrati, ett parti som Westerberg gick till hårt angrepp mot.

### Opposition (1994–2006)
I valrörelsen 1994 höll Bengt Westerberg möjligheten öppen för en koalitionsregering mellan Folkpartiet och Socialdemokraterna, och efter den borgerliga valförlusten gjorde partiet också ett sådant försök. När detta avvisades av Socialdemokraterna valde Bengt Westerberg att avgå. År 1995 valdes Maria Leissner till partiledare efter en partiledarstrid mot valberedningens kandidat Bo Könberg och den andra utmanaren Anne Wibble. Leissner avgick dock redan efter två år och ersattes 1997 av Lars Leijonborg. Leijonborg hade till en början svårt att vända opinionen och i valet 1998 nådde partiet sin dittills sämsta notering någonsin med endast 4,7 procent av rösterna.
Valet 2002 blev en stor framgång för folkpartiet, då man med 13,3 procent av rösterna nådde sin bästa notering sedan riksdagsvalet 1985, och därmed blev tredje största parti i riksdagen. Folkpartiets riksdagsgrupp ökade från 17 till 48 mandat. Opinionsundersökning mätte till 16 procent för FP den 26 september 2002. Folkpartiet var större än Moderaterna i flera opinionsundersökningar under slutet av 2002.
Valframgången kopplas ofta samman med det under valrörelsen presenterade förslaget om krav på så kallat "språkkrav" för beviljande av medborgarskap, som skapade stor uppmärksamhet kring partiet. Mer signifikant var moderaternas tillbakagång, orsakat av bland annat Uppdrag gransknings valstugereportage, som bidrog till en femprocentig tillströmning av moderata väljare till folkpartiet.

### Alliansregeringen (2006–2014)

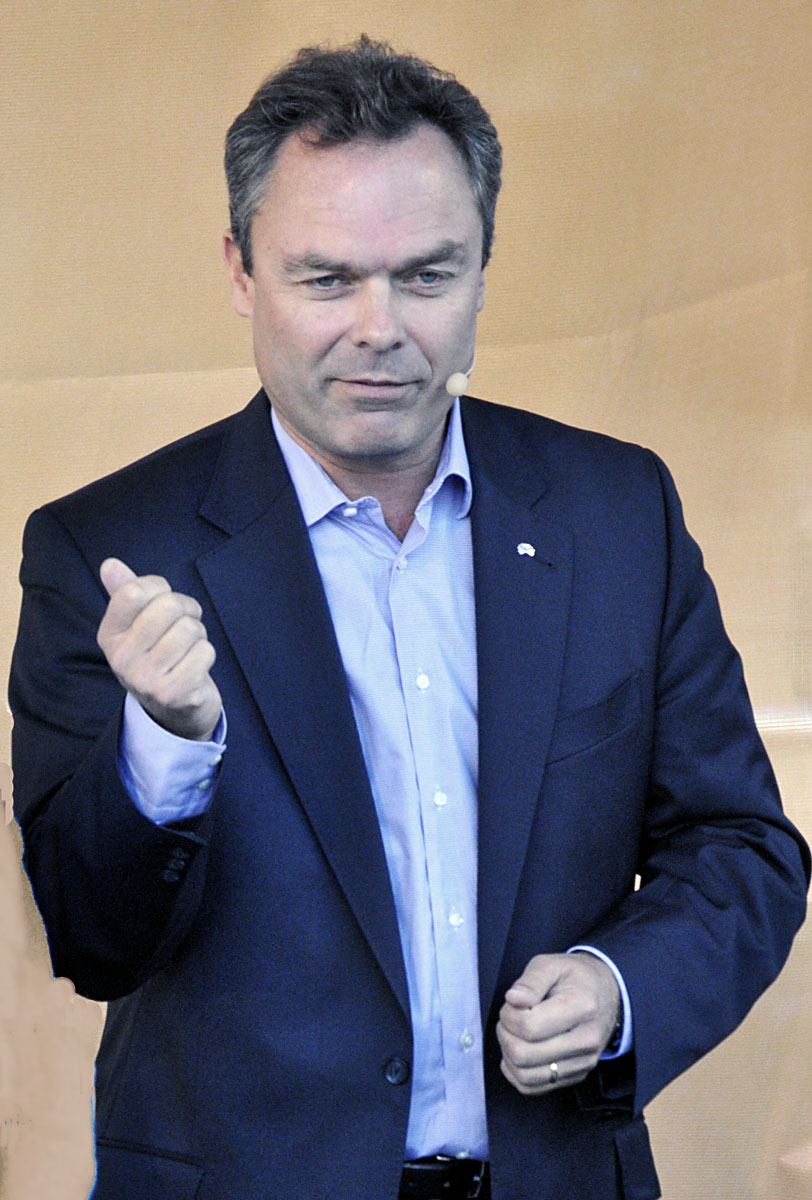
Jan Björklund var partiledare 2007–2019.

Inför valet 2006 ingick folkpartiet i den borgerliga samarbetskonstellationen Allians för Sverige, där syftet var att nå ett maktskifte, vilket de också lyckades med. Folkpartiet gick dock ned, vilket förmodligen delvis berodde på en dataintrångsskandal som uppdagades endast några veckor innan valet. Folkpartiet fick 7,5 procent (en tillbakagång med 5,9 procentenheter). Alliansen erhöll tillsammans 48,1 procent av rösterna och en riksdagsmajoritet. Moderaterna ökade kraftigt och anses ha tagit tillbaka många av de väljare de förlorade till Folkpartiet i valet 2002. Av de 349 mandat som finns i riksdagen fick alliansen 178, varav Folkpartiet fick 28. Den 23 april 2007 meddelade Lars Leijonborg att han inte ställde upp för omval som partiledare, ett besked som föranleddes av att många länsförbund inte längre förordade honom som partiledare. Till ny partiledare valdes Jan Björklund på hösten samma år.
Riksdagsvalet 2010 hölls den 19 september och resulterade i en liten tillbakagång för folkpartiet från 7,5 procent till 7,1 procent varvid partiet förlorade fyra platser i riksdagen och gick från 28 till 24 mandat. Vid rekryteringen av ministrar fick Folkpartiet behålla samma antal ministrar, och Jan Björklund övertog även posten som vice statsminister i egenskap av partiledare för Alliansens näst största parti. Partiledaren ökade kraftigt sitt inflytande över regeringen dels på grund av vice statsministerposten men även då han tilldelades posten högskoleminister vilket gjorde att den förre högskoleministern, folkpartisten Tobias Krantz, fick lämna regeringen.
Det skedde även omfördelningar på andra folkpartistiska ministerstolar. Nyamko Sabuni fick dela sin post som jämställdhets- och integrationsminister med förre partisekreteraren Erik Ullenhag som efter regeringsbildningen övertog rollen som integrationsminister. Sabuni kvarstod som jämställdhetsminister och övertog även ansvaret för bland annat förskolefrågor. Det departement där Sabuni tidigare var ensam minister, Integrations- och jämställdhetsdepartementet, lades ned och posterna förflyttades till arbetsmarknads- respektive utbildningsdepartementet. EU-minister Birgitta Ohlsson behöll sin statsrådspost i statsrådsberedningen och fick även sin portfölj utökad med demokrati- och konsumentfrågor.

### Liberalerna (2015–2022)
Inom Folkpartiet hade det flera gånger motionerats om namnbyte på deras landsmöten och hösten 2015 verkade även partiledningen mer öppen för ett nytt namn. På landsmötet 25 november 2015 beslutades ett namnbyte till Liberalerna i en önskan att framhäva partiets rötter i upplysningstiden och tydliggöra partiets aktuella värderingsgrund. Svenska småpartiet Liberala partiet protesterade mot namnbytet.

### Regeringsparti (2022–)
Efter riksdagsvalet 2022 tog Liberalerna plats i regeringen under statsminister Ulf Kristersson. Ministrar från Liberalerna blev Johan Pehrson (arbetsmarknads- och integrationsminister), Romina Pourmokhtari (klimat- och miljöminister) Paulina Brandberg (jämställdhets- och arbetslivsminister), Mats Persson (utbildningsminister) och Lotta Edholm (skolminister).

## Organisation

### Partisymbol

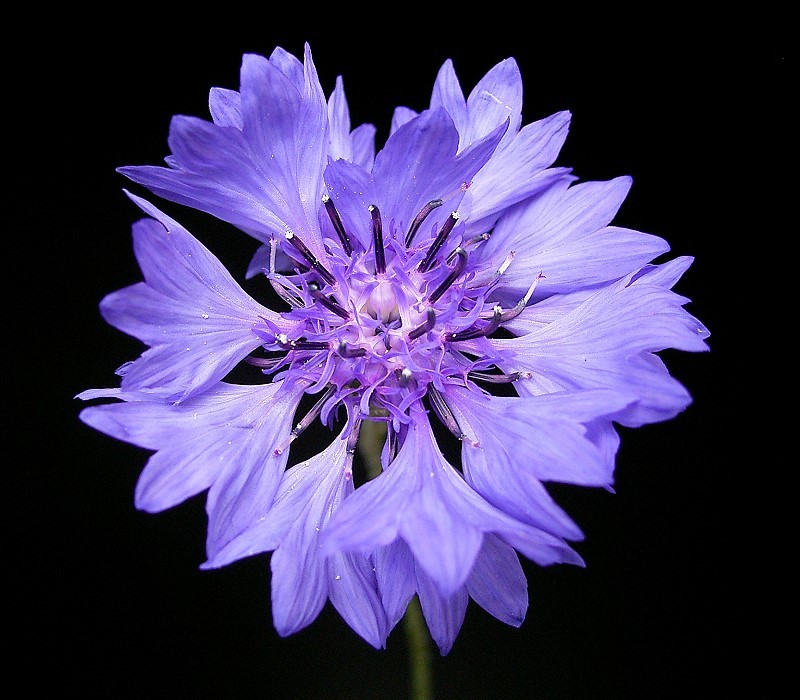
Liberalernas partisymbol är en blåklint.

Den svenska rösträttsrörelsen startade i Östergötland och använde sig av dess landskapsblomma, blåklinten, som symbol. Liberalerna kom senare att använda samma blomma för att tydliggöra partiets rötter i rösträttsrörelsen.

### Medlemmar
Liberalerna har cirka 9 800 partimedlemmar (2023), vilket är det minsta bland riksdagspartierna.

### Partiordförande
Se Liberala samlingspartiet, Frisinnade landsföreningen och Sveriges liberala parti för partiordförande i Liberalernas historiska föregångare.
| Namn                      | Tillträdde                                           | Avgick            | Ref                         |
| ------------------------- | ---------------------------------------------------- | ----------------- | --------------------------- |
| Felix Hamrin              | 5 augusti 1934                                       | 10 januari 1935   | [ 27 ]                      |
| Gustaf Andersson i Rasjön | 10 januari 1935                                      | 28 september 1944 | [ 27 ]                      |
| Bertil Ohlin              | 28 september 1944                                    | 11 juni 1967      | [ 27 ]                      |
| Sven Wedén                | 11 juni 1967                                         | 26 september 1969 | [ 27 ]                      |
| Gunnar Helén              | 7 november 1969                                      | 7 november 1975   | [ 27 ] [ 28 ]               |
| Per Ahlmark               | 7 november 1975                                      | 4 mars 1978       | [ 27 ] [ 28 ] [ 29 ]        |
| Ola Ullsten               | 4 mars 1978                                          | 1 oktober 1983    | [ 27 ] [ 29 ]               |
| Bengt Westerberg          | 1 oktober 1983                                       | 4 februari 1995   | [ 27 ]                      |
| Maria Leissner            | 4 februari 1995                                      | 15 mars 1997      | [ 27 ]                      |
| Lars Leijonborg           | 15 mars 1997                                         | 7 september 2007  | [ 27 ]                      |
| Jan Björklund             | 7 september 2007                                     | 28 juni 2019      | [ 27 ] [ 30 ] [ 31 ]        |
| Nyamko Sabuni             | 28 juni 2019                                         | 8 april 2022      | [ 32 ]                      |
| Johan Pehrson             | 8 april 2022 (tillförordnad) 26 november 2022 (vald) | 24 juni 2025      | [ 33 ] [ 34 ] [ 35 ] [ 36 ] |
| Simona Mohamsson          | 24 juni 2025                                         | nuvarande         | [ 37 ]                      |

### Partisekreterare
Mellan 1934 och 1953 var titeln ombudsman för den person som ansvarade för samma arbetsuppgifter som partisekreteraren ansvarar för idag. Den förste att tituleras partisekreterare var Birger Lundström.
| Namn                   | Tillträdde      | Avgick          | Ref                  |
| ---------------------- | --------------- | --------------- | -------------------- |
| Gunnar Hammarlund      | 1934            | 1943            | [ 38 ]               |
| Birger Lundström       | 1943            | 1960            | [ 38 ]               |
| Olle Dahlén            | 1960            | 1964            | [ 38 ]               |
| Cyril Olsson           | 1964            | 1967            | [ 38 ]               |
| David Wirmark          | 1967            | 1969            | [ 38 ]               |
| Carl Tham              | 1969            | 1976            | [ 38 ]               |
| Gunnar Ström           | 1976            | 1979            | [ 38 ]               |
| Lars Leijonborg        | 1979            | 1982            | [ 38 ]               |
| Birgit Friggebo (tf.)  | 1982            | 1984            | [ 38 ]               |
| Peter Örn              | 1984            | 1994            | [ 38 ]               |
| Susann Torgerson (tf.) | 1994            | 1995            | [ 38 ]               |
| Torbjörn Pettersson    | 1995            | 2001            | [ 38 ]               |
| Johan Pehrson          | 2001            | 2003            | [ 38 ] [ 39 ]        |
| Johan Jakobsson        | 2003            | 2006            | [ 38 ] [ 39 ] [ 40 ] |
| Helena Dyrssen (tf.)   | 2006            | 2006            | [ 38 ] [ 41 ]        |
| Erik Ullenhag          | 10 oktober 2006 | 5 oktober 2010  | [ 38 ] [ 42 ] [ 43 ] |
| Nina Larsson           | 5 oktober 2010  | 3 oktober 2014  | [ 43 ]               |
| Maria Arnholm          | 3 oktober 2014  | 28 juni 2019    | [ 44 ]               |
| Juno Blom              | 28 juni 2019    | 8 april 2022    | [ 45 ] [ 46 ]        |
| Maria Nilsson          | 13 april 2022   | 17 oktober 2022 | [ 47 ]               |
| Gulan Avci             | 17 oktober 2022 | 11 april 2024   | [ 48 ]               |
| Jakob Olofsgård        | 12 april 2024   | 31 mars 2025    | [ 49 ] [ 50 ]        |
| Simona Mohamsson       | 4 april 2025    | 24 juni 2025    | [ 51 ]               |
| Fredrik Brange         | 25 juni 2025    | innehar posten  | [ 52 ]               |

### Partistyrelse
Partistyrelsen har för närvarande (2025) följande medlemmar:
- Simona Mohamsson, partiledare sedan 2025
- Lina Nordquist, 1:e vice partiledare sedan 2022
- Fredrik Malm, 2:e vice partiledare sedan 2021
- Fredrik Brange, partisekreterare
- Hendrik Andersson
- Hans Backman
- Axel Darvik
- Louise Eklund
- Joar Forssell
- Nicke Grahn
- Sara Gunnarsson
- Malin Sjöberg Högrell
- Amelie Tarschys Ingre
- Anna-Lena Johansson
- Jan Jönsson
- Monica Lundin
- Pär Lundqvist
- Pierre Månsson
- Mats Persson
- Romina Pourmokhtari
- Cecilia Rönn
- Inga Lindström Skandevall
- Lars Tysklind
- Johanna Wyckman
- Karin Karlsbro, EU-parlamentariker (adjungerad)
- Cecilia Elving, ordförande Liberala kvinnor (adjungerad)
- Anton Holmlund, ordförande för Liberala ungdomsförbundet (adjungerad)
- Emil Carlsson, ordförande Liberala studenter (adjungerad)

### Finanser
Fördelning av Liberalernas intäkter 2021
|  | Försäljning och lotterier (7 %) |

|  | Statligt partistöd (87 %) |

|  | Övriga intäkter (0 %) |

|  | Medlemsavgifter (3 %) |

|  | Donationer (3 %) |

Liberalerna får sin största intäkt från det statliga partistödet, och är det riksdagsparti där partistödet utgör den största andelen av inkomsten (87 %).

## Anknutna organisationer

### Samverkande organisationer
Liberalerna har två nära samverkande organisationer som kan sända ombud till partiets landsmöte, Liberala ungdomsförbundet (LUF) och Liberala kvinnor (LK), samt ett flertal föreningar, nätverk och förbund som är knutna till, har sin bakgrund inom eller har till syfte att stötta och påverka partiet.
- Liberala ungdomsförbundet (LUF) är fristående från partiet, och agerar utifrån egna stadgar och riktlinjer. Partiet har dock gett dem en särställning, genom att i sina stadgar ange att de får sända ombud till partiets landsmöte och ha adjungerade representanter i partistyrelsen. Ett av ombuden och en av representanterna ska utses av ungdomsförbundets nätverk för högskolestuderande, Liberala Studenter (LS).[55] Liberala studenter är ett nätverk av högskolestuderande inom Liberala ungdomsförbundet.

- Liberala kvinnor (LK) har liksom LUF en särställning i partiets stadgar, som anger att kvinnoförbundet får sända ombud till partiets landsmöte och ha adjungerade representanter i partistyrelsen. Förbundet är formellt fristående från partiet och har egna stadgar och riktlinjer.[55]

### Andra intressegrupper
- Fria liberaler i Svenska kyrkan (FiSK) är en nomineringsgrupp inom Svenska kyrkan, grundad 2003, som samlar liberala kandidater till kyrkoval i Svenska kyrkan.
- Funktionella Liberaler är ett rikstäckande nätverk för funktionshinderspolitik.
- Gröna Liberaler är ett rikstäckande nätverk för miljö- och klimatfrågor.
- Regnbågsliberaler är ett fristående förbund med fokus på homo-, bisexuellas och transpersoners villkor.
- Kristna Liberaler är ett rikstäckande nätverk för kristna och frisinnade liberaler.
- Liberala företagare är ett rikstäckande nätverk för näringspolitiska frågor, grundat 2009, som syftar till att samla liberaler med intresse för företagarpolitik.
- Liberala seniorer är ett rikstäckande nätverk för äldrepolitiska frågor.

### Studieförbund
- Studieförbundet Vuxenskolan (SV) är partiets studieförbund; Liberalerna var en av tre grundarorganisationer och har tillsammans med Centerpartiet och Lantbrukarnas Riksförbund fortsatt en särställning inom studieförbundet.

### Stiftelser och fonder
- Frisinnade Landsföreningens Fonder är en ideell förening som stöttar pulikationer och evenemang som belyser den frisinnade och socialliberala idétraditionen i Sverige, eller bidrar till dess idéutveckling.
- Ohlininstitutet är en partipolitiskt obunden stiftelse för vetenskaplig forskning om liberala idéer. Stiftelsen ordnar bland annat debatter, seminarier och utgivning av böcker och vetenskapliga rapporter.
- Stiftelsen Karl Staaffs fond för frisinnade ändamål är en stiftelse som grundades av partiledaren och statsministern Karl Staaff för att stötta frisinnad press, fördjupade studier i statsvetenskap och dåvarande partiet Frisinnade Landsföreningen.[56]
- Stiftelsen Svenskt Internationellt Liberalt Centrum, mer känd som Swedish International Liberal Centre (SILC), arbetar för att stärka demokratiseringsprocesser och öka respekten för mänskliga rättigheter genom biståndsverksamhet samt nationell och internationell opinionsbildning i frågor rörande bistånd, nedrustning och global säkerhet.[57]

### Media
- Tidningen NU var till och med februari 2025 en liberal nyhetstidning med veckovis utgivning. Tidningen ägdes till största del av partiet, via Liberal information AB.[58]
- Frisinnad tidskrift är en socialliberal tidskrift, som ges ut av oberoende förening med samma namn Frisinnad Tidskrift.
- Liberal Debatt är en partipolitiskt obunden idétidskrift, som ges ut av en oberoende stiftelse med samma namn.

Därutöver finns ett flertal tidningar som inte ägs av eller är anknutna till partiet, men som betecknar sig som liberala, frisinnade liberala eller oberoende liberala.

### Internationella samarbeten
- Alliansen liberaler och demokrater för Europa (ALDE) är ett europeiskt politiskt parti. Liberalerna är ett av två svenska partier som ingår i ALDE.
- International Federation of Liberal Youth (IFLRY) är en internationell sammanslutning av liberala ungdomsorganisationer, med eller utan koppling till politiska partier. Liberalerna är representerade genom Liberala ungdomsförbundet, som är medlem i organisationen.
- Liberala internationalen är en internationell sammanslutning av liberala politiska partier, grundad 1947. Liberalerna ett av två svenska partier som ingår i internationalen, och är fullvärdiga medlemmar. Partiets biståndsstiftense SILC är samarbetsorganisation i internationalen.
- Renew Europe är en partigrupp i Europaparlamentet, starkt knuten till det europeiska politiska partiet ALDE. Liberalerna är medlemmar i partigruppen sedan Sveriges EU-inträde.

## Valresultat

### Riksdagsval

Resultat i riksdagsvalet 2022 på kommunnivå.

Liberalernas resultat i valen till riksdagens andra kammare 1908–1968 och till den nuvarande riksdagen sedan 1970.
| Val         | Andel (%)    | Mandat    | Karta | Ref    |
| ----------- | ------------ | --------- | ----- | ------ |
| 1908        | ?            | 99 / 230  |       |        |
| 1911        | 40,2 procent | 102 / 230 |       | [ 59 ] |
| 1914 (vår)  | 32,2 procent | 71 / 230  |       | [ 59 ] |
| 1914 (höst) | 26,9 procent | 57 / 230  |       | [ 59 ] |
| 1917        | 27,6 procent | 62 / 230  |       | [ 59 ] |
| 1920        | 21,8 procent | 47 / 230  |       | [ 59 ] |
| 1921        | 18,7 procent | 41 / 230  |       | [ 59 ] |
| 1924        | 13,0 procent | 28 / 230  |       | [ 59 ] |
| 1928        | 12,9 procent | 28 / 230  |       | [ 59 ] |
| 1932        | 10,0 procent | 20 / 230  |       | [ 59 ] |
| 1936        | 12,9 procent | 27 / 230  |       | [ 59 ] |
| 1940        | 12,0 procent | 23 / 230  |       | [ 59 ] |
| 1944        | 12,9 procent | 26 / 230  |       | [ 59 ] |
| 1948        | 22,7 procent | 57 / 230  |       | [ 59 ] |
| 1952        | 24,4 procent | 58 / 230  |       | [ 59 ] |
| 1956        | 23,8 procent | 58 / 231  |       | [ 59 ] |
| 1958        | 18,2 procent | 38 / 231  |       | [ 59 ] |
| 1960        | 17,5 procent | 40 / 232  |       | [ 59 ] |
| 1964        | 17,1 procent | 42 / 233  |       | [ 59 ] |
| 1968        | 15,0 procent | 34 / 233  |       | [ 59 ] |
| 1970        | 16,2 procent | 58 / 350  |       | [ 59 ] |
| 1973        | 9,4 procent  | 34 / 350  |       | [ 59 ] |
| 1976        | 11,1 procent | 39 / 349  |       | [ 59 ] |
| 1979        | 10,6 procent | 38 / 349  |       | [ 59 ] |
| 1982        | 5,9 procent  | 21 / 349  |       | [ 59 ] |
| 1985        | 14,2 procent | 51 / 349  |       | [ 59 ] |
| 1988        | 12,2 procent | 44 / 349  |       | [ 59 ] |
| 1991        | 9,1 procent  | 33 / 349  |       | [ 59 ] |
| 1994        | 7,2 procent  | 26 / 349  |       | [ 59 ] |
| 1998        | 4,7 procent  | 17 / 349  |       | [ 59 ] |
| 2002        | 13,4 procent | 48 / 349  |       | [ 59 ] |
| 2006        | 7,5 procent  | 28 / 349  |       | [ 59 ] |
| 2010        | 7,06 procent | 24 / 349  |       | [ 60 ] |
| 2014        | 5,42 procent | 19 / 349  |       | [ 61 ] |
| 2018        | 5,49 procent | 20 / 349  |       | [ 62 ] |
| 2022        | 4,61 procent | 16 / 349  |       | [ 63 ] |

#### Resultat i riksdagsval per kommun

1973
1976
1979
1982
1985
1988
1991
1994
1998
2002
2006
2010
2014
2018

#### Gruppledare i riksdagen
| Namn                 | Tillträdde        | Avgick            | Ref    |
| -------------------- | ----------------- | ----------------- | ------ |
| Rolf Wirtén          | 1976              | 1978              |        |
| Gabriel Romanus      | 1978              | 1978              |        |
| Björn Molin          | 1978              | 1981              |        |
| Jörgen Ullenhag      | 1981              | 1985              |        |
| Ingemar Eliasson     | 1985              | 1990              |        |
| Birgit Friggebo      | 1990              | 1991              |        |
| Lars Leijonborg      | 1991              | 1997              |        |
| Anne Wibble          | 1997              | 1997              |        |
| Isa Halvarsson       | 1997              | 1998              |        |
| Bo Könberg           | 1998              | 2005              |        |
| Anna Grönlund Krantz | 2006              | 2006              |        |
| Johan Pehrson        | 11 oktober 2006   | 28 september 2014 | [ 64 ] |
| Erik Ullenhag        | 28 september 2014 | 7 juni 2016       |        |
| Christer Nylander    | 7 juni 2016       | 28 juni 2019      |        |
| Johan Pehrson        | 28 juni 2019      | 8 april 2022      | [ 65 ] |
| Mats Persson         | 8 april 2022      | 21 oktober 2022   | [ 66 ] |
| Lina Nordquist       | 21 oktober 2022   | nuvarande         | [ 67 ] |

#### Riksdagsledamöter
För en lista över Liberalernas nuvarande riksdagsledamöter, se Lista över ledamöter av Sveriges riksdag 2018–2022.

### Landstingsval
Liberalerna resultat i landstingsvalen sedan 1910, summerat över hela riket. Från och med 1919 även stadsfullmäktigeval (1922–1935 elektorsval) i de städer som ej ingick i landsting. Från 1970 exklusive landstingsfria kommuner. Åren 1912 till 1918 ägde valen rum i endast i en av de båda valkretsgrupperna. För valen 1922 till 1934 skedde valen i Stockholm under påföljande år, det vill säga 1923, 1927, 1931 respektive 1935. 
| Val  | Andel (%)    | Ref    |
| ---- | ------------ | ------ |
| 1910 | 42,5 procent | [ 59 ] |
| 1912 | 35,7 procent | [ 59 ] |
| 1914 | 33,7 procent | [ 59 ] |
| 1916 | 29,3 procent | [ 59 ] |
| 1918 | 27,3 procent | [ 59 ] |
| 1919 | 25,4 procent | [ 59 ] |
| 1922 | 17,1 procent | [ 59 ] |
| 1926 | 16,1 procent | [ 59 ] |
| 1930 | 13,5 procent | [ 59 ] |
| 1934 | 12,5 procent | [ 59 ] |
| 1938 | 12,2 procent | [ 59 ] |
| 1942 | 12,4 procent | [ 59 ] |
| 1946 | 15,6 procent | [ 59 ] |
| 1950 | 21,7 procent | [ 59 ] |
| 1954 | 21,7 procent | [ 59 ] |
| 1958 | 15,6 procent | [ 59 ] |
| 1962 | 17,1 procent | [ 59 ] |
| 1966 | 16,7 procent | [ 59 ] |
| 1970 | 15,3 procent | [ 59 ] |
| 1973 | 9,5 procent  | [ 59 ] |
| 1976 | 10,9 procent | [ 59 ] |
| 1979 | 10,4 procent | [ 59 ] |
| 1982 | 5,7 procent  | [ 59 ] |
| 1985 | 13,2 procent | [ 59 ] |
| 1988 | 12,3 procent | [ 59 ] |
| 1991 | 10,8 procent | [ 59 ] |
| 1994 | 7,4 procent  | [ 59 ] |
| 1998 | 6,1 procent  | [ 59 ] |
| 2002 | 12,0 procent | [ 59 ] |
| 2006 | 8,1 procent  | [ 59 ] |
| 2010 | 7,5 procent  | [ 68 ] |
| 2014 | 6,28 procent | [ 69 ] |
| 2018 | 6,27 procent | [ 70 ] |
| 2022 | 4,60 procent | [ 59 ] |

### Kommunalval
| Val  | Andel (%)    | Ref    |
| ---- | ------------ | ------ |
| 1970 | 16,1 procent | [ 59 ] |
| 1973 | 10,4 procent | [ 59 ] |
| 1976 | 11,3 procent | [ 59 ] |
| 1979 | 10,5 procent | [ 59 ] |
| 1982 | 6,0 procent  | [ 59 ] |
| 1985 | 12,4 procent | [ 59 ] |
| 1988 | 11,3 procent | [ 59 ] |
| 1991 | 9,6 procent  | [ 59 ] |
| 1994 | 6,9 procent  | [ 59 ] |
| 1998 | 6,0 procent  | [ 59 ] |
| 2002 | 11,5 procent | [ 59 ] |
| 2006 | 8,1 procent  | [ 59 ] |
| 2010 | 7,9 procent  | [ 71 ] |
| 2014 | 6,55 procent | [ 72 ] |
| 2018 | 6,81 procent | [ 73 ] |
| 2022 | 5,24 procent | [ 59 ] |

### Europaparlamentsval
I Europaparlamentsvalet 2019 fick partiet 4,1 procent av rösterna och ett mandat i parlamentet. I valet 2024 ökade de något till 4,4 procent. Valsedelns toppkandidat, Karin Karlsbro, fick med 15,3 procent något fler personröster än andranamnet Anna Maria Corazza Bildt med 14,4 procent.
| Val  | Procent      | Mandat | Ref    |
| ---- | ------------ | ------ | ------ |
| 1995 | 4,9 procent  | 1 / 22 |        |
| 1999 | 13,9 procent | 3 / 22 | [ 75 ] |
| 2004 | 9,9 procent  | 2 / 19 | [ 76 ] |
| 2009 | 13,6 procent | 3 / 18 | [ 77 ] |
| 2014 | 9,91 procent | 2 / 20 | [ 78 ] |
| 2019 | 4,13 procent | 1 / 20 | [ 6 ]  |
| 2024 | 4,38 procent | 1 / 21 | [ 74 ] |

#### Europaparlamentariker
- Hadar Cars, 1995–1999
- Marit Paulsen, 1999–2004, 2009–2015
- Cecilia Malmström, 1999–2006
- Olle Schmidt, 1999–2004, 2006–2014
- Maria Carlshamre, 2004–2006
- Cecilia Wikström, 2009–2019
- Jasenko Selimović, 2015–2019
- Karin Karlsbro, 2019–

## Regeringar

### Statsministrar
Liberalerna och dess föregångare har haft fem statsministrar under totalt tio år. Nio av dessa år var under början av 1900-talet. Under senare tid har partiet endast haft statsministerposten en gång, när Ola Ullsten ledde en minoritetsregering under ett knappt år från oktober 1978 till oktober 1979.
- Karl Staaff, 1905–1906, 1911–1914 (2 år 11 månader)
- Nils Edén, 1917–1920 (1 år 5 månader)
- Carl Gustaf Ekman, 1926–1928, 1930–1932 (4 år 6 månader)
- Felix Hamrin, 1932 (2 månader)
- Ola Ullsten, 1978–1979 (1 år)